# 任家湾站

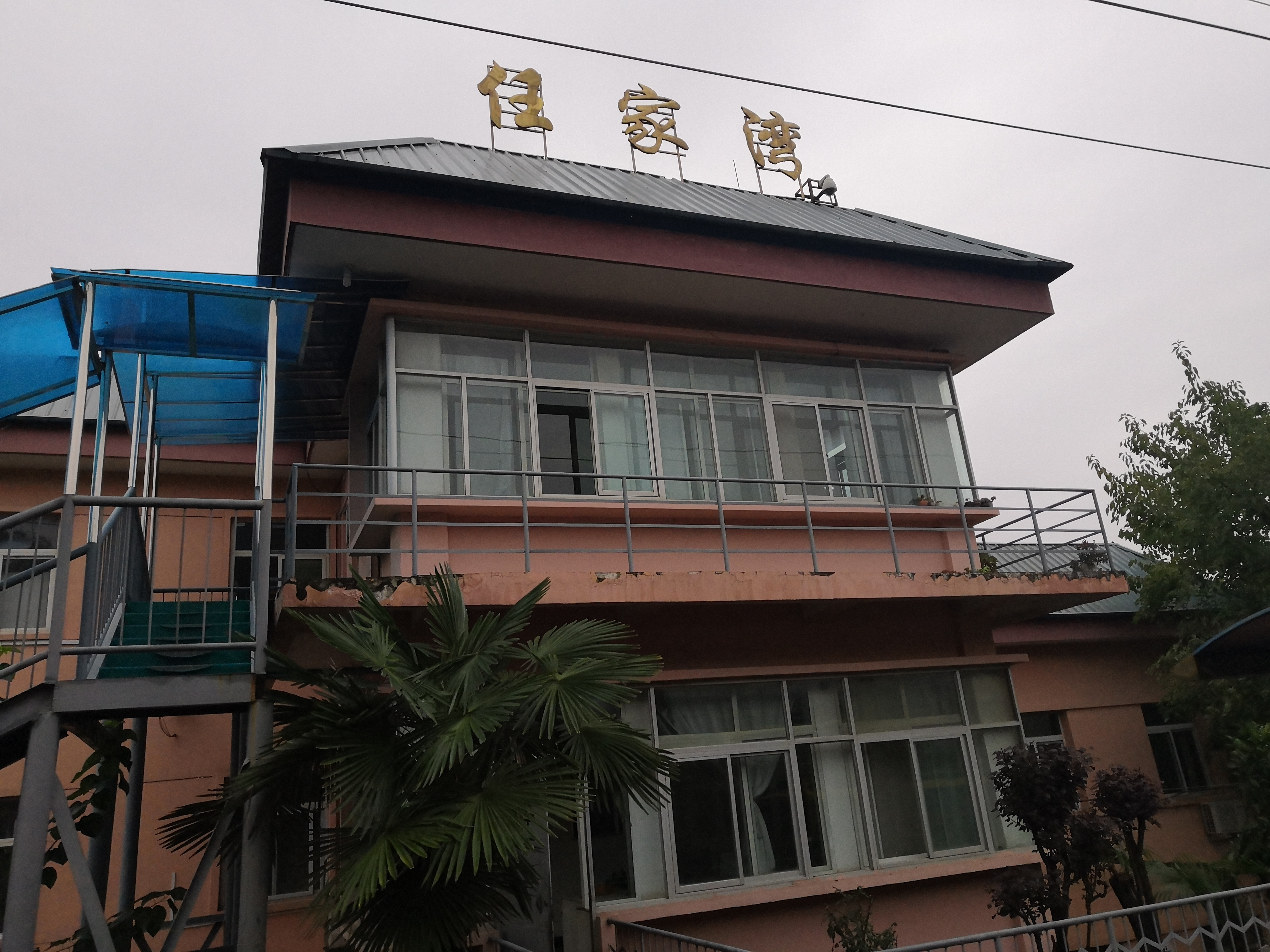
2019年，列车上拍摄的任家湾站站房

任家湾站是位于陕西省宝鸡市渭滨区神农镇安沟路的一个铁路车站，有宝成铁路经过该站。车站距离宝鸡站7公里，上下行区间均已电气化。车站为西安铁路局宝鸡东站的三等站，是宝鸡铁路枢纽的工业站，主要办理货物装卸作业，并通过枢纽小运转列车与宝鸡东站进行车组交换；客运仅办理6063/4次列车通勤业务。站内设有1条正线、6条到发线，南部连有桥梁厂专用线，北部工业专用线连接谭家村工业园区，此外还连接4721军专线。
车站建于1954年，曾经一度更名为宝鸡南站，2013年西宝客运专线通车宝鸡南站投入使用后改回现名。